# Cloroiodometano
Il cloroiodometano è un alometano disostituito di formula CH2ClI. In condizioni standard appare come un liquido denso di colore giallastro, poco solubile in acqua ma ben miscibile nei comuni solventi organici quali acetone, benzene, etanolo e dietiletere. Trattasi di una sostanza relativamente instabile, sensibile alla luce ed incompatibile con basi forti e sostanze ossidanti. Buona norma è quindi la conservazione del composto in luogo chiuso, a temperatura ambiente ed in contenitori di colore scuro. Viene in genere stabilizzato con una piccola percentuale di rame metallico.

## Sintesi
Il cloroiodometano può essere ottenuto facendo reagire a temperatura ambiente e sotto costante agitazione una miscela a base d diiodometano e diclorometano
{\displaystyle {\ce {CH2I2 + CH2Cl2 -> 2CH2ClI}}}
La reazione è catalizzata da alluminio metallico finemente polverizzato e dalla presenza di iodio molecolare I2. La resa complessiva è del 90%.

## Reattività
Il cloroiodometano, a caldo ed in presenza di dietiletere come solvente, è in grado di reagire con una lega metallica nota come coppia zinco-rame finemente polverizzata, portando alla formazione di due distinti complessi molecolari noti come ioduro di clorometilzinco e cloruro di iodometilzinco, rispettivamente di formula Cl-CH2-ZnI e I-CH2-ZnCl:
{\displaystyle {\ce {ClCH2I + ZnCu -> 1/2 ClCH2ZnI + 1/2 ICH2ZnCl}}}
Le due forme chimiche che si vengono a formare sono coinvolte nel meccanismo dell'equilibrio di Schlenk, e sono perntanto rispettivamente in equilibrio in soluzione con le seguenti forme:
{\displaystyle {\ce {ClCH2ZnI <=> 1/2 ClCH2Zn(ZnI2)CH2Cl}}}
{\displaystyle {\ce {ICH2ZnCl <=> 1/2 ICH2Zn(ZnCl2)CH2I}}}
La soluzione così ottenuta è molto reattiva e costituisce un possibile reattivo per la sintesi di Simmons-Smith.

## Utilizzo
Il cloroiodometano trova impiego a livello industriale come intermedio di reazione nella sintesi organica di prodotti chimici per uso agrochimico, farmaceutico e relativo alla produzione di coloranti. Inoltre, reazioni tipiche in cui può essere coinvolto il cloroiodometano sono la reazione di Simmons-Smith, la reazione di Mannich, l'amminometilazione e la sintesi degli epossidi.